# NGC 2880
NGC 2880 é uma galáxia elíptica (E/SB0) localizada na direcção da constelação de Ursa Major. Possui uma declinação de +62° 29' 28" e uma ascensão recta de 9 horas, 29 minutos e 34,6 segundos.
A galáxia NGC 2880 foi descoberta em 2 de Abril de 1791 por William Herschel.